# Escape Plan 3 - The Extractors
Escape Plan: The Extractors (bra: Rota de Fuga 3 - O Resgate) é um filme de ação de 2019, dirigido por John Herzfeld, sequência de Escape Plan (2013) e Escape Plan 2: Hades (2018). É a terceira parte da série de filmes Escape Plan. O filme apresenta Sylvester Stallone, Dave Bautista, Curtis "50 Cent" Jackson e Jaime King reprisando seus papéis dos filmes anteriores.

## Elenco
- Sylvester Stallone como Ray Breslin, fundador da Breslin Security.
- Dave Bautista como Trent DeRosa, um associado da Breslin Security.
- Curtis "50 Cent" Jackson como Hush, um hacker de computador e amigo mais próximo de Breslin.
- Max Zhang como Shen Lo, um ex-guarda de segurança da Zhang Innovations e o interesse amoroso de Daya.
- Harry Shum Jr. como Bao Yung, chefe de segurança da Zhang Innovations.
- Devon Sawa como Lester Clark Jr., filho do ex-parceiro de negócios de Breslin que está em busca de vingança.
- Jaime King como Abigail Ross, vice-presidente de Breslin Security e interesse amoroso de Breslin.
- Lydia Hull como Jules, funcionária da Breslin Security.
- Malese Jow como Daya Zhang, filha do interesse amoroso de Wu Zhang e Shen.
- Russell Wong como Wu Zhang, o chefe da Zhang Innovations.
- Daniel Bernhardt como Silva, um dos capangas de Lester Jr.
- Jeff Chase como Frankie, um dos capangas de Lester Jr.
- Rob de Groot como Ralf, um dos capangas de Lester Jr.
- Holland Herzfeld como Sonny, um dos capangas de Lester Jr.
- Tyler Jon Olson como Boone
- Shea Buckner como agente do FBI Richland
- Sergio Rizzuto como Narco
- Jesse Pruett como Felon 2

## Produção
O desenvolvimento foi anunciado pela primeira vez em abril de 2017, quando Stallone disse durante as filmagens do Escape Plan 2 que uma terceira parcela desta franquia estava a caminho. Em agosto de 2017, o elenco estava em andamento para extras e funções de fala. Os produtores buscavam atores com experiência no MMA, pois haveria possíveis cenas de luta com Stallone e Bautista. As filmagens ocorreram em setembro de 2017. O filme foi originalmente intitulado Escape Plan 3: Devil's Station, mas até outubro de 2018, a título tinha sido alterado para Escape Plan: The Extractors.